# Liste des quartiers et des faubourgs de Novi Sad
Cette page présente une liste des quartiers et des faubourgs de Novi Sad, en Serbie. Novi Sad est la capitale de la province autonome de Voïvodine et sa zone métropolitaine regroupe 341 625 habitants.

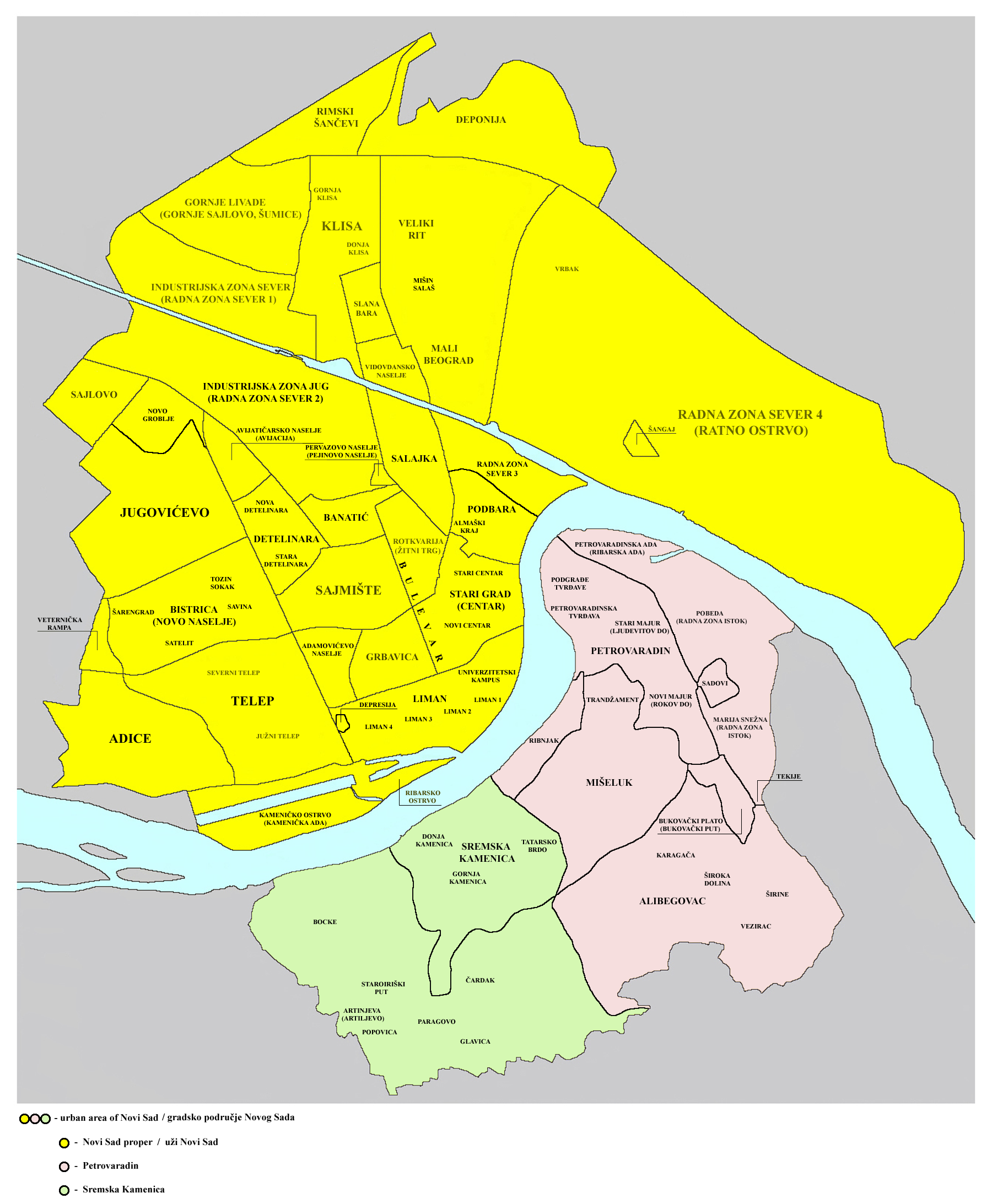
La zone urbaine de Novi Sad avec les quartiers de la ville

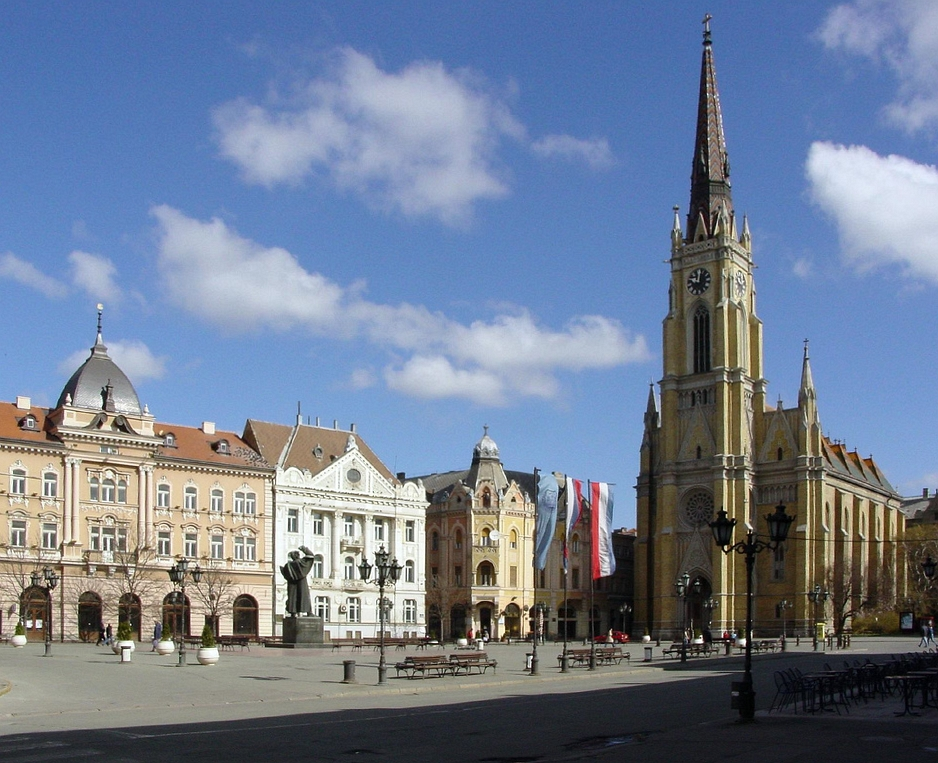
Stari grad, la Place de la liberté dans le centre ancien de Novi Sad

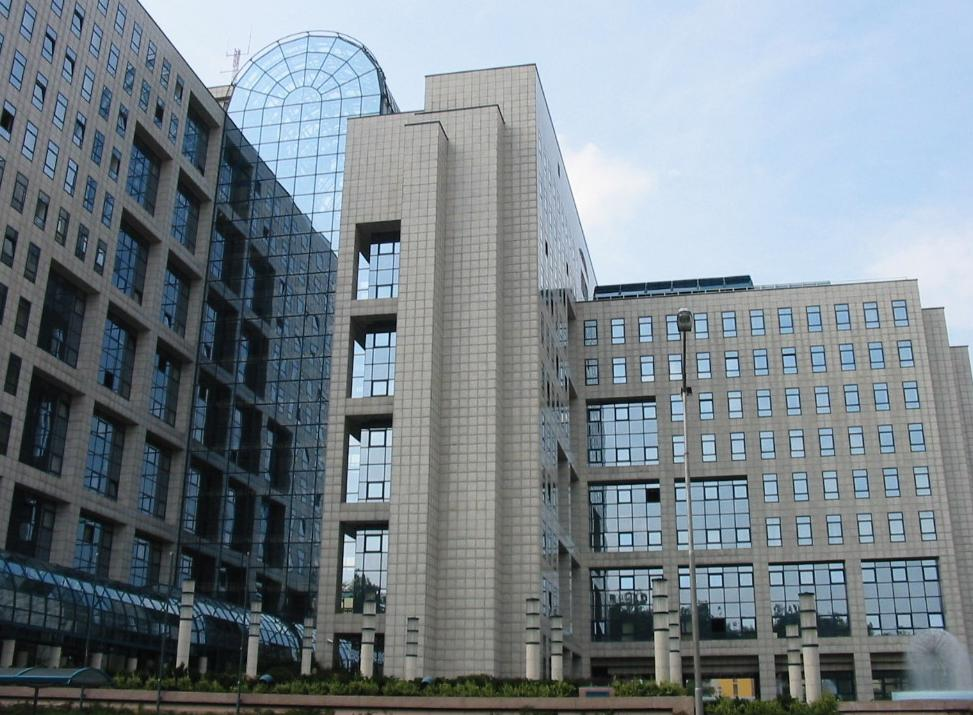
Liman III, le bâtiment de la Naftna industrija Srbije

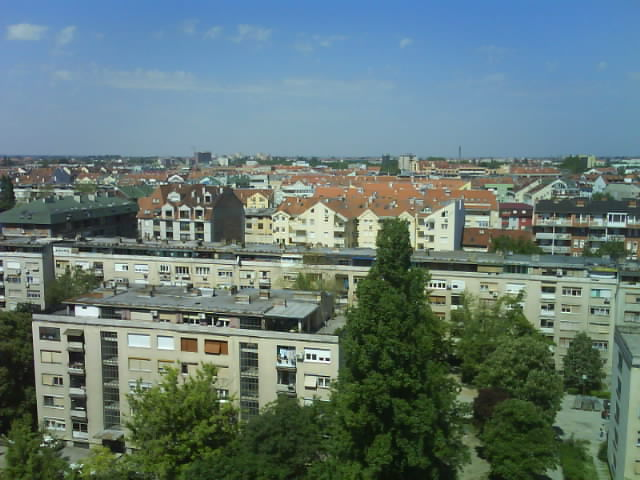
Grbavica

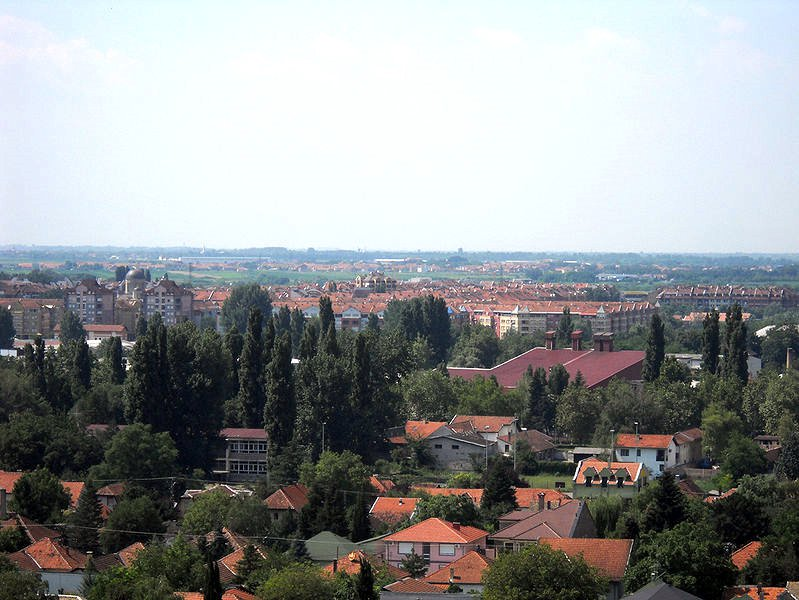
Novo naselje

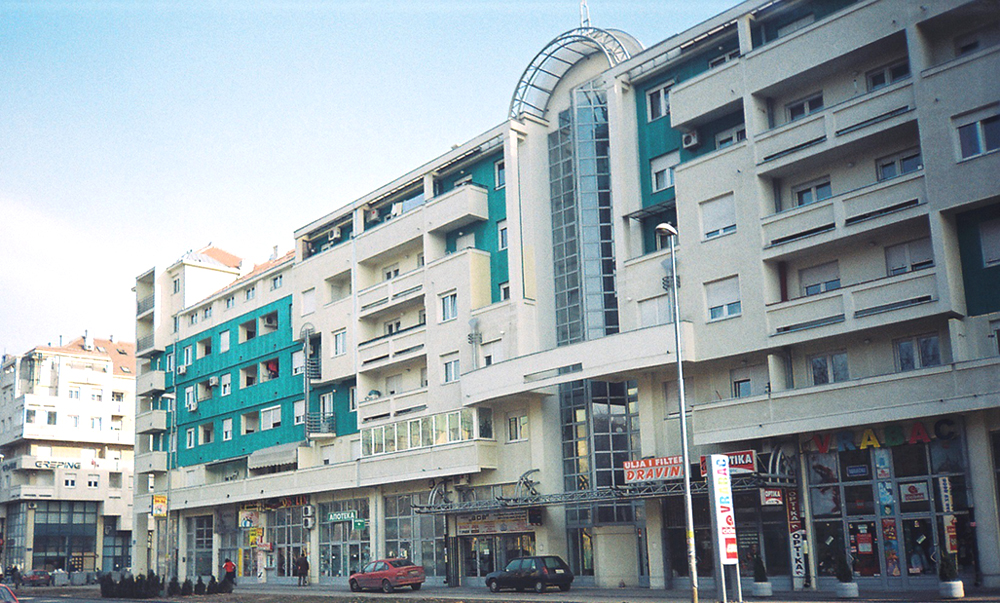
Detelinara

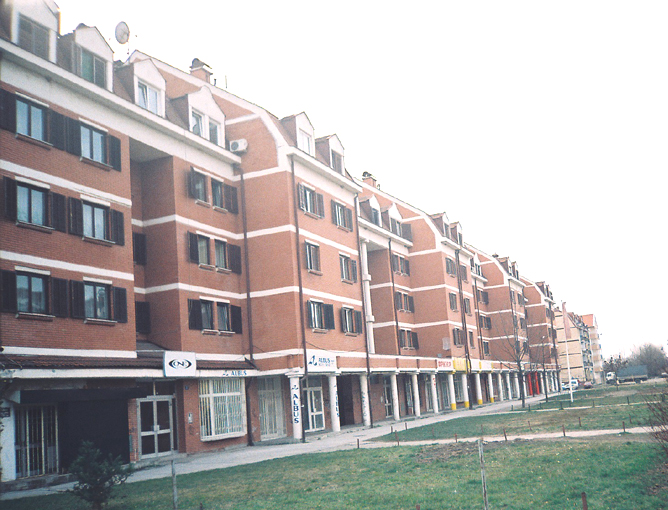
Telep

## Quartiers situés sur la rive gauche du Danube

### Au sud ducanal Danube-Tisa-Danube
- Avijatičarsko naselje (Avijacija)
- Adamovićevo naselje
- Adice
- Almaški kraj
- Banatić
- Bulevar
- Depresija
- Detelinara (Stara Detelinara, Nova Detelinara)
- Grbavica
- Industrijska zona jug (Radna zona sever II)
- Jugovićevo
- Kameničko ostrvo (Kamenička ada)
- Liman (Liman I, Liman II, Liman III, Liman IV)
  - Campus de l'université de Novi Sad
- Novo groblje
- Novo naselje (Bistrica)
  - Rasadnik (Radna zona zapad)
  - Šarengrad (Jamajka)
  - Savina
  - Tozin sokak (Šonsi)
  - Zapadna privredna zona
- Pervazovo naselje (Pejinovo naselje)
- Podbara
  - Radna zona sever III
- Ribarsko ostrvo
- Rotkvarija (Žitni trg, Jovanovski kraj)
- Sajlovo
- Sajmište
- Salajka (Slavija)
- Satelit
  - Mali Satelit
  - Tozinovac
- Stari grad (Centar, Stari centar, Novi centar)
- Telep (Severni Telep, Južni Telep)
- Veternička rampa

### Au nord ducanal Danube-Tisa-Danube
- Deponija
- Gornje livade (Gornje Sajlovo, Šumice)
- Industrijska zona sever (Radna zona sever I)
- Klisa (Gornja Klisa, Donja Klisa)
- Mali Beograd
- Mišin salaš
- Radna zona sever IV
  - Vrbak
  - Ratno ostrvo
- Rimski Šančevi
- Šangaj
- Slana bara
- Veliki rit
- Vidovdansko naselje

## Quartiers situés sur la rive droite du Danube (en Syrmie)
- Petrovaradin
  - Alibegovac
  - Bukovački plato (Bukovački Put)
  - Forteresse de Petrovaradin (Petrovaradinska tvrđava)
  - Karagača
  - Marija Snežna (Radna Zona Istok)
  - Mišeluk (Mišeluk I, Mišeluk II, Mišeluk III)
  - Novi Majur (Rokov Do)
  - Petrovaradinska ada (Ribarska ada)
  - Pobeda (Radna zona istok)
  - Podgrađe tvrđave (Gradić)
  - Radna zona istok
  - Ribnjak
  - Sadovi
  - Širine
  - Široka dolina
  - Stari Majur (Ljudevitov Do)
  - Trandžament
  - Tekije
  - Vezirac

- Sremska Kamenica
  - Artinjeva (Artiljevo)
  - Bocke
  - Čardak
  - Donja Kamenica
  - Glavica
  - Gornja Kamenica
  - Paragovo
  - Popovica
  - Staroiriški put
  - Tatarsko brdo

## Faubourgs de Novi Sad

### Municipalité de Novi Sad
- Begeč
- Budisava
- Čenej
- Futog
- Kać
- Kisač
  - Tankosićevo
- Kovilj
- Rumenka
- Stepanovićevo
- Veternik
  - Lipov Gaj (Cepter Sity)

### Municipalité de Petrovaradin
- Bukovac
- Ledinci
- Stari Ledinci

### Localités informelles (bidonvilles)
- Kamenjar
- Bangladeš
- Nemanovci
- Pejićevi Salaši